# لو ديكسترا
لو ديكسترا (بالهولندية: Lou Dijkstra)‏ هو متزلج سريع هولندي، ولد في 7 مايو 1909 في Peazens ‏ في هولندا، وتوفي في 24 أبريل 1964 في هولندا في مملكة هولندا.

## وصلات خارجية
- لو ديكسترا على موقع SpeedSkatingBase.eu (الإنجليزية)
- لو ديكسترا على موقع SpeedSkatingNews.info (الإنجليزية)
- لو ديكسترا على موقع SpeedSkatingStats.com (الإنجليزية)
- لو ديكسترا على موقع اللجنة الأولمبية الدولية (الإنجليزية)
- لو ديكسترا على موقع أوليمبيديا (الإنجليزية)